# إشبيلية (الكويت)
إشبيلية هي منطقة من مناطق محافظة الفروانية في الكويت. تُعنبر ضاحية اشبيلية من المناطق النموذجية الحديثة في دولة الكويت[بحاجة لمصدر]، وتتكون من أربع قطع، وتمتاز بالارتدادات الكبيرة أمام المنازل. سُميت بهذا الاسم نسبة إلى مدينة اشبيلية في إسبانيا.
تحد إشبيلية العديد من المناطق وهي: منطقة الرحاب ومنطقة جليب الشيوخ ومنطقة الفروانية ومنطقة العارضية الصناعية والتي تضم فيها نادي النصر الرياضي واستاد جابر الأحمد الدولي وكذلك كليات ومعاهد الهيئة العامة للتعليم التطبيقي والتدريب.

## روابط خارجية
- صناديق بريد منطقة إشبيلية